# Energy (Illinois)
Energy es una villa ubicada en el condado de Williamson en el estado estadounidense de Illinois. En el Censo de 2010 tenía una población de 1146 habitantes y una densidad poblacional de 370,58 personas por km².

## Geografía
Energy se encuentra ubicada en las coordenadas 37°46′33″N 89°1′23″O / 37.77583, -89.02306. Según la Oficina del Censo de los Estados Unidos, Energy tiene una superficie total de 3.09 km², de la cual 3.05 km² corresponden a tierra firme y (1.51%) 0.05 km² es agua.

## Demografía
Según el censo de 2010, había 1146 personas residiendo en Energy. La densidad de población era de 370,58 hab./km². De los 1146 habitantes, Energy estaba compuesto por el 94.33% blancos, el 3.75% eran afroamericanos, el 0.26% eran amerindios, el 0.7% eran asiáticos, el 0% eran isleños del Pacífico, el 0.09% eran de otras razas y el 0.87% pertenecían a dos o más razas. Del total de la población el 1.05% eran hispanos o latinos de cualquier raza.